# María Luisa Pérez-Soba
María Luisa Pérez-Soba y Baró (Burgos, 29 de junio de 1930-Madrid, 8 de febrero de 2021) fue una científica española reconocida por ser la primera mujer ingeniera agrónoma de Galicia y la quinta de España.

## Biografía

### Primeros años de vida
Nació el 29 de junio de 1930 en Burgos (España).  Durante su infancia, su familia la llamaba Marisina. Creció en La Coruña, Galicia, lugar donde su padre, Antonio Pérez-Soba, fungía como comandante del ejército español a cargo de la Brigada Obreira e Topográfica do Estado Maior (Brigada Laboral y Topográfica), en la Comisión Xeográfica de Galicia (Comisión Geográfica de Galicia). Su madre, María Luisa Baró Morón, murió cuando Pérez-Soba tenía solamente 12 años, sin embargo ya que era maestra fue quien alentó el interés de su hija por los estudios.
Su abuelo materno, Fernando Baró Zorrilla, fue ingeniero de montes. Esto permitió que desde su infancia se viera involucrada en la ingeniería, lo que se cree que influyó en su elección de carrera.

### Formación académica
María Luisa Pérez-Soba cursó sus estudios de primaria en el colegio San Xosé Madres Xosefinas de A Coruña. Posteriormente realizó sus estudios de bachillerato y preuniversitario en el Colegio Sagrado Corazón de Placeres de Pontevedra. En 1954 se trasladó a Madrid para estudiar ingeniería agrícola en la Escuela Especial de Ingenieros Agrónomos, ahora conocida como Escuela Técnica Superior de Ingenieros Agrónomos, y la cual es parte de la Universidad Politécnica de Madrid. Ella era una de las dos mujeres de la clase de 68 estudiantes, la otra era Mercedes Soler Sanz. María Luisa Pérez-Soba se graduó en 1959 como novena en la clase.
El 11 de julio de 1960 obtuvo la habilitación profesional para utilizar el título de Ingeniero Agrónomo. Esto la convirtió en la quinta mujer agrónoma de España y la primera ingeniera agrónoma gallega.
El 15 de julio de 1963 se le otorgó el título de Doctor en Educación por Orden Ministerial.

## Trayectoria científica
Fue delegada provincial para el Departamento de Industrias y Comercialización Agraria en la delegación de la Consellaría de Agricultura en A Coruña. También fue jefa provincial de Industrias y Comercialización Agraria en A Coruña, dependiente del Ministerio de Agricultura. A lo largo de su carrera participó como ponente y asistió a congresos y conferencias técnicas internacionales sobre Industrias Agrícolas y Comercialización presentando su trabajo en este campo.
Ha sido reconocida como una impulsora en la creación del Colexio Oficial de Enxeñeiros Agrónomos de Galicia. Entre 1962 y 1976 fungió como secretaria de este mismo organismo.

### Reconocimiento
En 2021, la comisión de igualdad de género de la Escuela Politécnica Superior de Ingeniería y de la Facultad de Ciencias de la Universidad de Santiago de Compostela realizó un homenaje en su honor.

## Vida personal
Contrajo nupcias con Pedro Fernández Rico, médico e ingeniero agrónomo en el YRIDA de Coruña, el 10 de noviembre de 1961, en Madrid. El matrimonio tuvo tres hijos: Pedro, técnico comercial; Álvaro, ingeniero agrónomo y profesor de secundaria; y Gonzalo, periodista.
María Luisa Pérez-Soba falleció el 8 de febrero de 2021 en A Coruña.